# Старомосковський ізвод
Старомосковський ізвод церковнослов'янської мови (рос. Старомосковский извод церковнославянского языка) — найменування московської редакції або вимови (ізводу) церковнослов'янської мови середнього періоду. Існував в XIV-XV століття. Зберігається до теперішнього часу в книжковій традиції російського старообрядництва. У Московському патріархаті був замінений новомосковський ізводом в середині XVII століття, у ході книжкової справи патріарха Никона.
Новий напрямок реформування церковнослов'янської мови підтримувалося і пропагувалося в Москвії митрополитом Кіпріаном, який трудився над виправленням книги псалмів, Служебника, перекладав гімнографічні тексти.